# Girl Friend Beta
Girl Friend Beta (ガールフレンド（仮） Gāru Furendo Kakko Kari?, literally "Girlfriend (provisional)") es un juego de teléfono inteligente japonés 2012 desarrollado por CyberAgent para iOS y dispositivos Android. A junio de 2014, cuenta con más de 5,3 millones de usuarios. Una serie anime producida por Silver Link se emitió en Japón entre octubre y diciembre de 2014. También hay cinco adaptaciones manga basadas en el juego y un videojuego spin-off de PlayStation Vita que se lanzó en noviembre de 2015.

## Argumento
El videojuego es un simulador de citas que cuenta con más de 100 chicas virtuales diferentes, cada actriz con una voz única. El jugador avanza su relación con la novia virtual tomándola en las citas. El juego es gratis, sin embargo, el jugador paga dinero del mundo real para obtener servicios de primera calidad. El juego cuenta con varios eventos que se producen, incluyendo eventos de batalla cuando aparecen los malos. El jugador puede participar en las actividades del club y eventos de clase de la escuela para solicitar el romance y aumentar la intimidad con las alumnas. No es un sistema basado en una tarjeta dentro del juego, donde el jugador recoge diferentes tarjetas de diferentes rareza; cada tarjeta tiene diferentes atributos, como los costos de ataque y defensa. Las tarjetas pueden ser mejoradas mediante la participación en un trabajo a tiempo parcial.
Actores de voz para el juego incluyen a Yui Ogura como Momoko Asahina, Yukari Tamura como Koruri Tokitani, y Megumi Toyoguchi como Akiho Shigeto.

## Personajes
Kokomi Shiina (椎名心実 Shiina Kokomi?)
 Seiyū: Satomi Satō
Una estudiante de segundo año que pertenece al club de gimnasia rítmica. Ella se dice que es el as del club y es extremadamente popular.
Akane Sakurai (櫻井明音 Sakurai Akane?)
 Seiyū: Rina Satō
Una estudiante de segundo año en la comisión de difusión de la escuela. Ella es una chica alegre y amable. Ella tiene una estrecha amistad con el compañero miembro del club Tomo Oshii.
Fumio Murakami (村上文緒 Murakami Fumio?)
 Seiyū: Kaori Nazuka
Una estudiante de tercer año en la comisión de libros.
Chloe Lemaire (クロエ・ルメール Kuroe Rumēru?)
 Seiyū: Sakura Tange
Una estudiante de intercambio francés de tercer año en la Sociedad de Investigación de Cultura japonés.
Erena Mochizuki (望月エレナ Mochizuki Erena?)
 Seiyū: Hitomi Harada
Una estudiante de tercer año en el club de fotografía.
Tomo Oshii
 Seiyū: Saki Fujita
Ella es una estudiante de segundo año en el comité de la radiodifusión. Sin embargo, ella prefiere trabajar sobre todo detrás de las escenas, a diferencia de sus otros miembros del club, lo que explica por qué casi no hace ningún tipo de emisión abierta.

## Medios de comunicación relacionados

### Material impreso
Una adaptación del manga ilustrada por Tsukako Akina titulado Girl Friend (Kari): Shiina Kokomi-hen ~Koishite Madonna~ (ガールフレンド(仮) 椎名心実編 ～恋してマドンナ～ Girl Friend Beta: Kokomi Shiina Stories ~Fall in Love Madonna~?) comenzó la serialización en la edición de septiembre de 2014 de la revista de ASCII Media Works, Dengeki Maoh, lanzado el 26 de julio de 2014.
El primer número de la revista oficial Girl Friend Beta Magazine fue publicado por ASCII Media Works el 22 de agosto de 2014, y cuatro series manga diferentes que cubren caracteres específicos comenzaron la serialización en esa edición. El primer manga se ilustra por Takahiro Seguchi y se titula Girl Friend (Kari): Murakami Fumio-hen ~Secret Smile~ (ガールフレンド（仮）村上文緒編　～Secret Smile～?). El segundo manga se ilustra con Sawayoshi Azuma y se titula Girl Friend (Kari): Chloe Lemarie-hen ~Chole to Nihon to Mirai no Tobira~ (ガールフレンド（仮）クロエ・ルメール編　～クロエと日本と未来のトビラ～?). El tercer manga se ilustra por Kakao y se titula Girl Friend (Kari): Sakurai Akane-hen ~Kokoro o Komete, Yūki no On Air!~ (ガールフレンド（仮）櫻井明音編　～心を込めて、勇気のOn　Air!～?). El cuarto manga se ilustra con Na! y lleva por título Girl Friend (Kari) ~Seiō Gakuen Girl's Diary~ (があるふれんど（かり）～聖櫻学園　girl's diary～?).

### Anime
Se anunció una serie anime basada en el juego original para teléfono inteligente en junio de 2014, con una conferencia de prensa el anuncio oficial tendrá lugar en el Akihabara UDX Theater. Producido por Silver Link, la serie está dirigida por Naotaka Hayashi, con diseños de personajes de anime por Noriko Tsutsumitani basados en los diseños originales de QP: aleta, y la historia escrita por Michiko Yokote. La serie comenzó a transmitirse en Japón en TV Tokio del 13 de octubre de 2014 y está siendo transmitida simultáneamente por Crunchyroll. El tema de apertura es "Tanoshiki Tokimeki" (楽しきトキメキ?) por Neuron★Creamsoft, y el tema de cierre es "Hareru kana" (はれるかなぁ?) por Satomi Satō.

#### Lista de episodios
| Nº | Título                                                                            | Fecha De Emisión        |
| -- | --------------------------------------------------------------------------------- | ----------------------- |
| 1  | "Nuestra primer promesa" "Hajimete no Yakusoku" (はじめての約束)                  | 13 de octubre de 2014   |
| 2  | "Bollos de melón azul" "Burū Meron Pan" (ブルー・メロンパン)                      | 20 de octubre de 2014   |
| 3  | "Cámaras y torta de frutas" "Kamera to Shōtokēki" (カメラとショートケーキ)        | 27 de octubre de 2014   |
| 4  | "Gatos y una noche de lluvia" "Neko to Ame no Yoru" (猫と雨の夜)                  | 3 de noviembre de 2014  |
| 5  | "Darjeeling con todo el mundo" "Dājirin o Minna to" (ダージリンをみんなと)        | 10 de noviembre de 2014 |
| 6  | "Patata agri-dulce" "Suīto Bitā Poteto" (スイート・ビター・ポテト)                | 17 de noviembre de 2014 |
| 7  | "Perrito y embrollo" "Dogī & Sukuranburu" (ドギー&スクランブル)                   | 24 de noviembre de 2014 |
| 8  | "En el otro lado de la Soda Crema" "Kurīmu Sōda no Mukō" (クリームソーダの向こう) | 1 de diciembre de 2014  |
| 9  | "Chica evolutiva" "Shinkakei Gāru" (進化系Girl)                                   | 8 de diciembre de 2014  |
| 10 | "Princesa & orgullo" "Purinsesu & Puraido" (プリンセス&プライド)                  | 15 de diciembre de 2014 |
| 11 | "Adiós a la moda" "Sayonara a·ra·Mōdo" (さよならア・ラ・モード)                   | 22 de diciembre de 2014 |
| 12 | "Novia XXX" "Gārufurendo XXX" (ガールフレンド XXX)                                | 29 de diciembre de 2014 |

### Otros
Un programa de Radio por Internet se comenzó a transmitir semanalmente desde el 8 de octubre de 2013 en adelante, organizado por actores de doblaje que participan en el juego. Un juego de teléfono inteligente similar dirigido a las mujeres, titulado Boy Friend Beta (ボーイフレンド（仮）?), fue liberado por los mismos desarrolladores.

## Recepción
Hay más de 5,3 millones de usuarios del videojuego para teléfono inteligente a junio de 2014. Los gastos en moneda virtual en marzo de 2014 fueron valorados en 1,8 millones de yenes, que representan más del 40% de la totalidad de los ingresos de la división de teléfonos inteligentes de Ameba.

### Memes en Internet
Durante el período de celebración de año nuevo a principios de 2014, un comercial promocional para el juego ofreció un puñado de introducción de los personajes, incluyendo un personaje particular, con el nombre de Chloe Lemaire (クロエ・ルメール?); su auto-presentación se convirtió en un fenómeno de Internet en niconico debido a que su discurso suena torpe. Más de 100 remixes en parodia del vídeo original se crearon en Niconico, llegando a un poco más de 660.000 visitas en los días después de la versión inicial.